# Baroness
Baroness es una banda estadounidense de sludge metal formada en Savannah, Georgia, aunque sus miembros crecieron juntos en Lexington, Virginia.

## Historia
Baroness se formó a mediados de 2003 a través de varios antiguos miembros de la banda de punk Johnny Welfare and the Paychecks. Sus miembros han permanecido en silencio sobre el origen del nombre. El cantante y guitarrista John Baizley está detrás del diseño de todos los trabajos de Baroness y de otras bandas como Darkest Hour, Vitamin X, The Red Chord, Pig Destroyer, Kvelertak o Torche entre otras.

### Red Álbum y Blue Record
Su primer álbum, Red Album (2007), fue nombrado álbum del año por la revista Revolver. En octubre de 2009, a las órdenes del productor John Congleton, el segundo álbum, Blue Record, ve la luz vía Relapse Records, recibiendo críticas unánimemente favorables.

### Giras y Presentaciones
En febrero y marzo de 2010 Baroness toca en el Australian Soundwave Festival, junto a bandas como Clutch, Isis (banda), Meshuggah, Jane's Addiction y Faith No More.
Baroness ha realizado presentaciones con bandas prominentes como Mastodon, Deftones, Lamb of God y Metallica.

### Sitio Oficial y Yellow & Green
El 23 de mayo de 2011, la banda habilita su página oficial en Internet. El 17 de julio de 2012 se lanza el nuevo doble álbum "Yellow & Green".

## Discografía

### EP
- First (2004, Hyperrealist Records)
- Second (2005, Hyperrealist Records)
- A Grey Sigh in a Flower Husk (2007, Hyperrealist Records)

### Álbumes de estudio
- Red Album (2007, Relapse Records)
- Blue Record (2009, Relapse Records)
- Yellow & Green (2012, Relapse Records)
- Purple (2015, Abraxan Hymns)
- Gold & Grey (2019, Abraxan Hymns)
- Stone (2023, Abraxan Hymns)

## Miembros
- John Baizley - guitarra, voz
- Gina Gleason - guitarra
- Sebastian Thomson - batería
- Nick Jost - bajo, sintetizador

Anteriores
- Tim Loose - guitarra (2003-2005)
- Brian Blickle - guitarra (2006-2008)
- Allen Blickle - batería (2003-2013)
- Summer Welch - bajo (2012-2013)
- Peter Adams - guitarra (2008-2017)